# Can Sisteré
Can Sisteré és un casal situat al centre de Santa Coloma de Gramenet, molt a prop de la plaça de la Vila i de l'eix Sant Carles, un dels vials més importants de la ciutat. Actualment és un centre d'art contemporani.

## Història
Can Sisteré va ser construït a finals del segle xix. El seu valor es troba principalment en la significació que té històricament i sentimentalment per a la memòria col·lectiva del municipi.
Originàriament va ser una residència d'estiueig, concebuda com una torre residencial aïllada i envoltada d'un jardí. Anselm de Riu, un home de negocis de Barcelona que havia fet les Amèriques, va comprar l'edifici i els terrenys a principis del segle xx. La seva vídua va lliurar la propietat a l'Ajuntament el 1952 amb l'objectiu que es destinés a activitats socials i culturals. Això no obstant, l'edifici va acabar sent un local de la Falange. Arribada la democràcia, Can Sisteré va esdevenir un centre cultural i actualment acull exposicions d'art contemporani.

## Estructura arquitectònica
L'edifici de Can Sisteré és bàsicament un volum prismàtic principal de tres plantes al qual s'adossen petits cossos a les façanes nord, sud i oest. Totes les façanes presenten un llenguatge formal d'estil noucentista, amb profusió de cornises, frisos i ornaments als balcons i als arcs. L'edifici, reconstruït el 1989 per l'arquitecte Coque Bianco, presenta una coberta del volum principal inclinada de teula àrab a quatre aigües. Això no obstant, les cobertes dels cossos afegits són terrasses de paviment ceràmic.
La rehabilitació del 1989 va comportar refer l'interior de l'edifici per condicionar-lo a funcionalitat de centre cultural. Així, es va dur a terme una nova distribució organitzada a l'entorn de l'escala central. Cal destacar la segona planta, totalment diàfana, amb les encavallades de fusta del sostre totalment vistes.